# Покровский храм (Шаховское)
Церковь Покрова Пресвятой Богородицы — приходская церковь в селе Шаховское Ульяновской области, Барышской епархии Симбирской митрополии Русской православной церкви.
Памятник градостроительства и архитектуры РФ.

## История
20 декабря 1726 года, по прошению князя Шаховского, Святейший Синод повелел построить здесь Покровский храм (первоначально церковь была деревянной).
В 1878 году «тщанием землевладельцев Рябинина и Михайлова» была построена каменная церковь в честь Покрова Пресвятой Богородицы.
В 1937 году церковь закрыли и использовалась под библиотеку, сельский клуб, овощехранилище. Затем храм долгое время пребывал в запустении.
С 2006 года сельчане начали восстанавливать церковь. 17 июля 2007 года, когда был сооружён иконостас, иерей Андрей Филькин со священниками Павловского района совершили первую Божественную Литургию.
16 января 2013 года были освящены и установлены на вновь построенную колокольню храма, возведенная по проекту архитектора Разоренова В. В., купол с крестом и звонница из пяти колоколов.
Распоряжением Правительства Ульяновской области «О включении выявленных объектов культурного наследия в единый государственный реестр объектов культурного наследия (памятников истории и культуры) народов Российской Федерации и утверждении границ территорий объектов культурного наследия» церковь признана памятником градостроительства и архитектуры регионального значения.

## Духовенство
- Настоятель прихода иерей Сергий Харитонов (с 4.2009)[8];
- Настоятель протоиерей Андрей Владимирович Филькин (на 2024)[9].

## Престольные праздники
Покров Пресвятой Богородицы — 14 октября

## Описание
Покровская церковь расположена в центре села на открытом возвышенном месте, доминирует в ландшафте благодаря значительным габаритам и чётким, выразительным очертаниям силуэта.
Здание церкви — архитектурный памятник, представляющий собой своеобразный вариант русского стиля, отличающийся представительностью и массивностью основного объёма с диагонально ориентированными угловыми пилонами — контрфорсами, увенчанного декоративным пятиглавием.
Здание храма кирпичное, наружная кладка крестовая, фасады оштукатурены, кровля железная по деревянным стропилам. Особенностью композиции храма является наличие на его углах широких диагонально ориентированных пилонов. Широкие грани пилонов расчленены фигурными филенками и украшены декоративными рельефными крестами. Пилоны разделены по высоте междуэтажным карнизом, и каждый из них увенчан стоящими над углами здания декоративными главами, решёнными в виде восьмигранных шатровых башенок. Роспись стен, декоративное убранство и утварь храма не сохранились. Общие габариты здания: 24,0 × 12,5 м.